# Raphaël rectifiant la pose de son modèle
Raphaël rectifiant la pose de son modèle est un tableau peint par Alexandre-Évariste Fragonard vers 1820. 
Il a été mis en dépôt à la Villa Musée Fragonard de Grasse par le musée du Louvre. En 2014, le tableau a été prêté au musée des beaux-arts de Lyon dans le cadre de l'exposition L'invention du Passé. Histoires de cœur et d'épée 1802-1850.